# Загривко, Иван Иванович
Иван Иванович Загривко — советский архитектор, инженер-строитель, генерал-лейтенант инженерных войск, профессор.

## Биография
В 1913 году окончил Томский технологический институт (инженерно-строительное отделение).
В Омске работал в управлении железной дороги, где участвовал в строительстве здания управления Омской железной дорогой. 
В 1919—1920 годах управлял работами по наведению ледовой переправы через Иртыш. Руководил восстановлением железнодорожного моста, который взорвала при отступлении колчаковская армия.
В 1925—1931 годах работал инженером «Сибгосстоя» в Новосибирске, где занимался проектированием и строительством ряда общественных и жилых зданий (Дом Ленина и т. д.).
В 1925 году Загривко создал первый (эскизный) проект планировки Новосибирска.
Был одним из сторонников постройки здания ОМХ (Красный проспект, 25) с отступом от Красного проспекта, т. к. считал, что перед зданием должна быть парковка. Благодаря этому в Новосибирске сформировался современный облик площади Ленина.
Принимал участие в строительстве таких объектов как Туркестано-Сибирская железная дорога, Кузнецкий металлургический завод (Магнитогорск), Челябинский тракторный завод, высотное здание МГУ имени Ломоносова.